# Іскробезпечне електричне коло
Іскробезпе́чне електри́чне ко́ло (рос. искробезопасная электрическая цепь, англ. intinsically safe circuit, нім. eigensicherer Stromkreis m, funkensicheren Stromkreis m) — електричне коло, виконане так, що електричний розряд або нагрівання елементів кола не здатне запалити вибухонебезпечне середовище при певних умовах випробовування.
Основні характеристики та поняття І.е.л.:
Іскробезпечний струм (напруга, потужність або енергія) — найбільший струм (напруга, потужність або енергія) в електричному ланцюгу, який утворює розряди, що не викликають займання вибухонебезпечного середовища у певних умовах (іскробезпечна напруга досягає 1000 В, струм — 10 А, індуктивність — 3 Г, ємність — 10 мкф).
Коефіцієнт іскробезпеки — відношення мінімальних запалюючих параметрів до відповідних іскробезпечних (іскробезпечні ланцюги та мережі повинні мати коеф. іскробезпеки не нижче 1,5).
Мінімальний запалюючий струм (напруга, потужність або енергія) — струм (напруга, потужність або енергія) в електричному ланцюгу, який викликає займання у вибухонебезпечному середовищі з імовірністю 10-3.
Іскроутворюючий механізм — контактні пристрої, які призначені для одержання розрядів в електричному ланцюгу, який випробовується.
Характеристика іскробезпеки — залежність мінімального запалюючого або іксробезпечного струму (напруги, потужності або енергії) від інших параметрів електричного ланцюга.
Забезпечення іскробезпеки кола — створення іскробезпечного струму (напруги, потужності або енергії) в електричному ланцюгу.
Іскрозахисні елементи (пристрої) — спеціальні елементи, які забезпечують іскробезпеку електричного кола (наприклад бар’єри іскрозахисту).
Іскробезпечне електрообладнання — електрообладнання, в якого зовнішні та внутрішні електричні кола іскробезпечні.
Зв'язані електричні кола — електрообладнання або його кола, які при нормальному або аварійному режимах роботи не відокремлені гальванічно від іскробезпечних кіл.
Іскробезпечні електричні кола поділяють на три рівня:
- особливовибухобезпечні,
- вибухобезпечні,
- підвищеної надійності проти вибуху.

Вид вибухозахисту «іскробезпечне електричне коло» реалізується в ліхтарях, світлосигнальних пристроях, апаратурі управління, моніторингу, сигналізації та зв'язку.
Найчастіше такий вид захисту застосовують на вибухонебезпечних/пожежонебезпечних ділянках підприємств нафтохімічного комплексу, у видобувній, металургійній, теплоенергетичній, харчовій та інших галузях промисловості. Тобто там, де можуть утворюватися вибухонебезпечні суміші газів, присутні легкозаймисті та/або вибухові речовини (зокрема небезпечні концентрації газів чи пилу).